# HD 31312
HD 31312，又名BD+74 229，SAO 5385、HR 1572，是一颗恒星，视星等为6.06，位于銀經137.71，銀緯19.17，其B1900.0坐标为赤經4h 49m 38.5s，赤緯+74° 19.17′ 53″。